# Pont Gaulois von Kervon

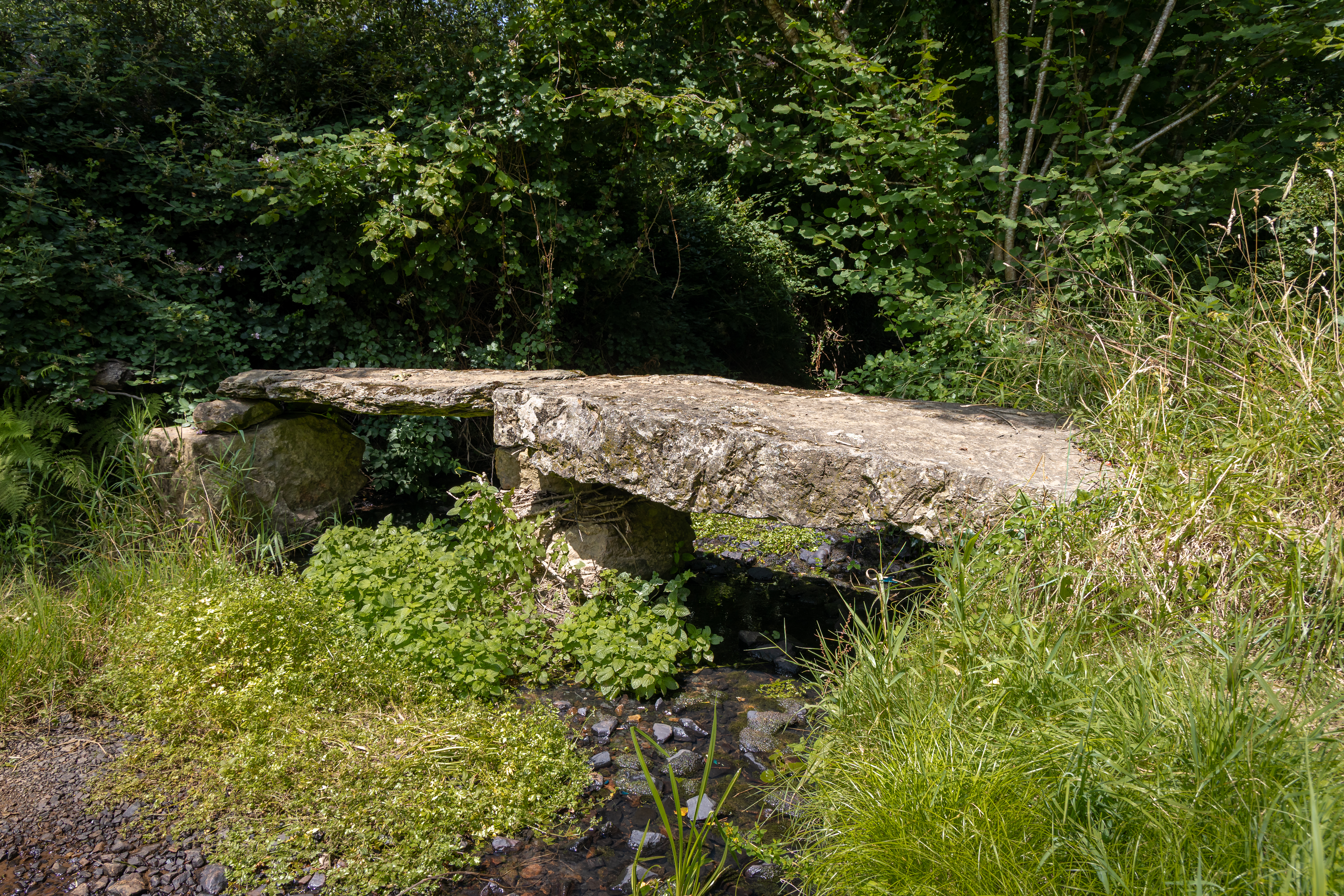
Pont Gaulois von Kervon (2025)

Die Pont Gaulois von Kervon (deutsch „gallische Brücke“) ist eine Clapper bridge über den Ruisseau de Kerloc'h (Bach), östlich des Dorfes Kervon, nordöstlich von Crozon im Département Finistère in der Bretagne in Frankreich.
Sie wurde im 19. Jahrhundert mit Steinen des etwa 3000 v. Chr. errichteten, inzwischen ausgegangenen Dolmens von Poulmic, beim Weiler Saint Efflez, von einem Grundbesitzer im Weiler La Boissière gebaut. Sie besteht aus zwei Platten, eine aus Quarzit, die andere aus Schiefer mit vier bis sechs Schälchen. Der Weiler La Boissière (deutsch „Buchsbaum“) liegt nahe einer gallo-römischen Furt und steht auf gallo-römischen Ruinen. Im Jahr 1980 wurden Fundamente der Bäder einer Villa und in den benachbarten Feldern Münzen und Keramik aus dem 1. bis 4. Jahrhundert entdeckt.
Der Name Pont Gaulois ist in der Bretagne häufiger (z. B. C'hantel bei Santec, La vallée du Cordy, Kerbasqued, Luzuria, Plourin-les-Morlaix, Posporel, Saint Brevin, Sainte-Catherine in Plounévézel, Saint-Maur bei Minez Lénévez oder Tréflez) und auch für Holzbrücken anzutreffen.